# 諾丁漢郡
諾定咸郡（英語：Nottinghamshire，英文簡稱：Notts），又名諾士郡 ，英國英格蘭東密德蘭的郡。行政總部位於西布里奇福德。以人口計算，諾丁漢是第1大（亦是唯一一個）城市、第1大自治市鎮（Borough），蓋德靈是第2大自治市鎮；曼斯菲爾德是第1大鎮，薩頓因阿什菲爾德是第2大鎮，沃克索普是第3大鎮，阿諾德是第4大鎮。
諾定咸郡是34個非都市郡之一，實際管轄7個非都市區，佔地2,085平方公里（第24），有769,000人口（第10）；如看待成48個名譽郡之一，它名義上包含多1個單一管理區─諾丁漢，佔地增至2,160平方公里（第27），人口增至1,055,400（第17）。

## 行政區劃

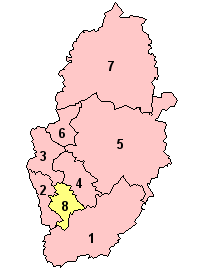
1. 拉什克利夫
2. 布羅克斯托
3. 阿什菲爾德
4. 蓋德靈
5. 紐瓦克-舍伍德
6. 曼斯菲爾德
7. 巴西特勞
8. 諾定咸（單一管理區）

諾定咸郡是非都市郡，實際管轄7個非都市區：拉什克利夫（Rushcliffe）、布羅克斯托（Broxtowe）、阿什菲爾德（Ashfield）、蓋德靈（Gedling）、紐瓦克-舍伍德（Newark and Sherwood）、曼斯菲爾德（Mansfield）、巴西特勞（Bassetlaw）；如看待成名譽郡，它名義上包含多1個單一管理區：諾定咸。

## 地理
下圖顯示英格蘭48個名譽郡的分佈情況。諾丁漢郡東北、東與林肯郡相鄰，南與萊斯特郡相鄰，西與打比郡相鄰，西北與南約克郡相鄰。

## 外部連結
- （英文）諾丁漢郡議會（页面存档备份，存于）

52°55′45″N 1°08′03″W / 52.92917°N 1.13417°W